# 真冬の挑戦者〜バンクーバーへの道〜
『真冬の挑戦者〜バンクーバーへの道〜』（まふゆのちょうせんしゃ バンクーバーへのみち）は、BS-TBSで2009年10月3日から2010年3月27日まで放送されたNTT docomo単独協賛によるスポーツドキュメンタリー番組。

## 概要
2010年2月に開催されたバンクーバーオリンピックへ向けて着実に準備を進める日本人アスリートの奮闘や試合では見せない素顔の数々を毎回1人ずつ取り上げる。
開局以来毎週末に放送されたNTT docomo単独協賛枠の番組は長らく『ケータイ刑事 銭形シリーズ』などのドラマが放送されてきたが、ドラマ以外の番組が放送されるのは初めてである。

## 放送リスト
2009年
- 10月3日～10月10日：浅田真央（フィギュアスケート）
- 10月17日：佐々木明（アルペン回転）
- 10月24日：安藤美姫（フィギュアスケート）
- 10月31日：西伸幸（モーグル）
- 11月7日：高山樹里（ボブスレー）
- 11月14日：チーム青森、常呂高校、チーム長野（カーリング）
- 11月21日：織田信成（フィギュアスケート）
- 11月28日：竹内智香（スノーボード）
- 12月5日：及川佑（スピードスケート）
- 12月12日：皆川賢太郎（アルペンスキー）
- 12月19日：上村愛子（モーグル）
- 12月26日：井上怜奈（フィギュアスケート）

2010年
- 1月2日：伊藤みき（モーグル）
- 1月9日：國母和宏（スノーボード）
- 1月16日：桜井美馬（ショートトラック）
- 1月23日：髙橋大輔（フィギュアスケート）
- 1月30日：新谷志保美、大菅小百合（スピードスケート）
- 2月6日：バンクーバーオリンピック開幕直前スペシャル（22：30～23：30）
バンクーバー五輪期間の2月13・20・27日は休止し別番組に差し替え
- 3月6日：長島圭一郎、加藤条治（スピードスケート）
- 3月13日：髙橋大輔（フィギュアスケート）
- 3月20日：浅田真央、キム・ヨナ（フィギュアスケート）
- 3月27日：バンクーバーオリンピック完全プレイバック（22：30～23：30）

## スタッフ
- ナレーター：ゴブリン
- テーマ曲：「真冬の挑戦者」遠藤浩二
- 制作：TBSテレビ
- 製作著作：BS-TBS

## 関連番組
- ZONE
- バース・デイ